# Вершок (Брестская область)
Вершо́к (бел. Вяршок) — деревня в Барановичском районе Брестской области Белоруссии. Входит в состав Полонковского сельсовета. Население по переписи 2019 года — 9 человек.

## География
Деревня находится в 36,5 км по автодорогам к западу от центра Барановичей и в 15,5 км по автодорогам к западу-северо-западу от центра сельсовета, деревни Полонка. Находится на границе со Слонимским районом Гродненской области.

## История
В 1905 году — урочище Люшневской волости Слонимского уезда Гродненской губернии. На карте 1910 года указана под названием Вершек.
Согласно Рижскому мирному договору (1921) деревня вошла в состав межвоенной Польши, где принадлежала гмине Люшнево Барановичского повета Новогрудского воеводства. В то время в деревне было 12 дворов.
С 1939 года в составе БССР, в 1940–57 годах — в Новомышском районе Барановичской области, с 1954 года — Брестской области. Затем район переименован в Барановичский. С конца июня 1941 года до июля 1944 года деревня была оккупирована немецко-фашистскими войсками.

## Население
| Численность населения (по переписи) | Численность населения (по переписи) | Численность населения (по переписи) |
| 1999                                | 2009                                | 2019                                |
| ----------------------------------- | ----------------------------------- | ----------------------------------- |
| 32                                  | ↘16                                 | ↘9                                  |